# Mads Melbye
Mads Melbye (født 23. marts 1956) er professor i medicinsk epidemiologi på Københavns Universitet og har siden 2013 været gæsteprofessor på det medicinske fakultet på Stanford University i Californien.

## Uddannelse og karriere
Mads Melbye er uddannet læge i 1984 og dr.med. fra 1988. Fra 1991 til 2020 var Mads Melbye ansat på Statens Serum Institut, hvor han først var overlæge med ansvar for overvågning og udbrud af smitsomme sygdomme. I 1992 blev han udnævnt til forskningsprofessor og bidrog til etableringen af Center for Epidemiologisk Grundforskning (DESC), der modtog støtte fra Danmarks Grundforskningsfond. Han blev i 2004 medlem af Statens Serum Instituts direktion og etablerede i 2012 Danmarks Nationale Biobank med bevillinger fra Novo Nordisk Fonden, Lundbeckfonden og infrastrukturmidler fra Forskningsministeriet. I perioden fra 2016 til 2020 var Melbye administrerende direktør for Statens Serum Institut.
Kort efter sin tiltrædelse som direktør for Statens Serum Institut annoncerede Melbye en ny strategi for instituttet, der var baseret på at styrke sundheden gennem sygdomskontrol og forskning, og med fokus på infektionsberedskab, biobank og biomarkører og forskning. Et samarbejde med Stanford University ledte i 2018 til udvikling af blodtest, der kan bestemme, hvor langt henne kvinden er i sin graviditet og om hun er i risiko for at føde for tidligt. Under Melbyes ledelse kunne forskere på Statens Serum Institut i 2019 på baggrund af en undersøgelse af 657.461 børn født i Danmark mellem 1999 og 2010 dokumentere at MFR-vaccine ikke leder til øget frekvens af autisme, som det ellers var blevet påstået, og arbejdet var på verdensplan blandt de mest omtalte forskningsresulteter i 2019.
Mads Melbye har publiceret mere end 500 videnskabelige artikler og har et h-index på over 100.

## Hæder
- 1982 Aarhus Universitets Guldmedalje
- 1992 Anders Jahre Prisen for yngre forskere
- 2005 Novo Nordisk Prisen[12]
- 2014 Erhoffs Fondens store forskerpris[13]

## Sag om inhabilitet
Mads Melbye blev i december 2019 fritaget for tjeneste grundet mistanke om fejl og uregelmæssigheder i tjenesten. Ifølge en reportage af Poul Pilgaard Johnsen i Weekendavisen var Melbye kommet på tværs af Sundhedsministeriets magtfulde departementschef, Per Okkels, der under protest fra Melbye ønskede at slanke Statens Serum Institut og lægge store dele af dets aktiviteter ind under andre af statens institutioner.
I 2020 anbefalede kammeradvokaten efter en undersøgelse at Melbye skulle fyres på grund af sammenblanding af private interesser med instituttets interesser samt alvorlige overtrædelser af reglerne om inhabilitet. Melbye oplyste i slutningen af juni 2020 at han fratrådte sin stilling. Ifølge Melbye havde Kammeradvokaten i sin stærkt kritiske rapport konsekvent udeladt fakta, der talte til hans fordel, og som beviste, at han havde handlet i god tro.